# دارشکنک خاکی
دارشکنک خاکی (نام علمی: Picumnus fulvescens) نام یک گونه از سرده دارشکنک‌ها است.